# Antônio Teixeira Viana
Antônio Teixeira Viana, nascido na Bahia foi um político brasileiro.

## Biografia
Foi interventor federal, prefeito de São Carlos, chegando a este cargo por ser um renomado pesquisador da EMBRAPA, da Fazenda Canchim (São Carlos/SP) onde desenvolveu uma raça de gado denominada Canchim.
Em 24 de abril 1970, então médico veterinário e zootecnista, assumiu a Prefeitura de São Carlos como interventor federal, nomeado pelo governo militar. Ele exerceu o cargo até 31 de março de 1973.
Foi durante quase três anos e, por nomeação do governo federal, interventor em substituição ao então prefeito José Bento Carlos Amaral que foi afastado do cargo por perseguição política, durante a Ditadura Militar.
Atualmente, há o Parque Ecológico de São Carlos nomeado oficialmente Parque Ecológico "Dr. Antônio Teixeira Vianna" em sua homenagem, que foi uma de suas obras para a cidade.